# Луций Кальпурний Пизон Цезонин (консул 58 года до н. э.)
Лу́ций Кальпу́рний Пизо́н Цезони́н (лат. Lucius Calpurnius Piso Caesoninus; умер, предположительно, в 43 году до н. э.) — римский военачальник и политический деятель из плебейского рода Кальпурниев Пизонов, консул 58 года до н. э. и цензор 50 года до н. э. Предположительно начал свою карьеру в 60-е годы до н. э. Стал тестем и политическим союзником Гая Юлия Цезаря, благодаря чему получил консулат. Был наместником провинции Македония (58—55 годы до н. э.), и его деятельность на этом посту получила у античных авторов исключительно негативные оценки. Впрочем, главным источником по этой теме являются произведения Марка Туллия Цицерона, открытого врага Пизона. Вершины своей карьеры — должности цензора — Луций Кальпурний достиг вопреки собственной воле. Когда его зять начал гражданскую войну против Гнея Помпея Великого (49 год до н. э.), Пизон не поддержал ни одну из сторон; позже он всё-таки находился в окружении Цезаря. После убийства последнего пытался предотвратить новую войну, но потерпел неудачу. Исчез из источников во время Мутинской войны.
По мнению некоторых учёных, именно Пизон Цезонин был владельцем знаменитой Виллы папирусов в Геркулануме.

## Биография

### Происхождение
Луций Кальпурний принадлежал к плебейскому роду Кальпурниев, происходившему, согласно поздним генеалогиям, от Кальпа — мифического сына второго царя Рима Нумы Помпилия; к Нуме возводили свои родословные также Пинарии, Помпонии и Эмилии. Согласно Капитолийским фастам, отец и дед Луция носили тот же преномен. Луций-дед — это консул 112 года до н. э., а Луций-отец — квестор 100 года до н. э., который рано умер. По матери Луций-младший был внуком галльского торговца из Плаценции по имени Кальвенций.
Известно, что родственником Луция Кальпурния был участник заговора Катилины Гай Корнелий Цетег; российский исследователь Алексей Егоров пишет, что эти нобили приходились друг другу двоюродными братьями.

### Начало карьеры
В источниках нет данных о том, когда Луций Кальпурний появился на свет. Благодаря одной из речей Марка Туллия Цицерона известно, что во время гражданских войн между Суллой и марианцами (88—82 годы до н. э.) Пизон был ещё несовершеннолетним. В своей политической карьере он прошёл не только обязательные для будущего консула должности квестора и претора, но и необязательный эдилитет. Точные даты отсутствуют, но канадский исследователь Роберт Броутон, исходя из требований Корнелиева закона и даты консулата, предположил, что квестором Пизон был в 70, а эдилом в 64 году до н. э. Должность претора он должен был занимать не позже 61 года до н. э. В дальнейшем Луций управлял одной из римских провинций (какой именно — точно неизвестно; Рональд Сайм предположил, что это могла быть Ближняя Испания) и по возвращении в Рим в 59 году до н. э. был привлечён Публием Клодием Пульхром к суду за злоупотребления. Подсудимый смог вызвать сочувствие у присяжных и заручиться поддержкой одного из консулов, Гая Юлия Цезаря, женившегося на его дочери; в результате был вынесен оправдательный приговор.
Цезарь в это время обладал огромным влиянием благодаря своему союзу с Гнеем Помпеем Великим и Марком Лицинием Крассом, известному как первый триумвират. Поддержка со стороны новоявленного зятя обеспечила Пизону консулат на следующий год (58 до н. э.), причём его коллегой стал ставленник Помпея Авл Габиний. Луций пытался заручиться поддержкой Цицерона, тестя его родственника Гая Кальпурния Пизона Фруги, и с этой целью предоставил оратору почётное право говорить на сенатских заседаниях сразу после участников триумвирата, но отношения между двумя нобилями так и не были налажены. К тому же, будучи ставленником Цезаря, Пизон должен был действовать в союзе с народным трибуном Публием Клодием, когда-то обвинявшим его в суде, а тот ненавидел Цицерона.
В начале года Клодий добился принятия закона о провинциях для Пизона и Габиния. По истечении полномочий Габиний должен был получить в управление Сирию, а Луций Кальпурний — Македонию, причём оба получали неограниченный империй и большие денежные суммы. Исследователи считают Клодиев закон своеобразной попыткой трибуна подкупить консулов, чтобы те не мешали расправе над Цицероном. Последний был привлечён к суду по обвинению в бессудной казни римских граждан (сторонников Катилины). Консулы поддержали обвинителей и даже запретили сенаторам носить в знак сочувствия к подсудимому траур. Цицерон попытался обратиться напрямую к Луцию и для этого пришёл к нему домой, взяв с собой его родственника и своего зятя Пизона Фруги, но визит получился крайне неудачным. Марк Туллий позже рассказал об этом, обращаясь к самому Луцию:

Помнишь ли ты, чудовище, тот день, когда в пятом часу явился я к тебе вместе с Гаем Пизоном? Ты только что вылез из какого-то кабака, закутанный с ног до головы, дабы укрыться от людских взглядов; обдав нас зловонным дыханием, ты принялся объяснять, что слабое здоровье заставляет тебя будто бы пить лекарства, разведённые на вине. Мы сделали вид, будто поверили — что другое нам оставалось? — и принуждены были долгое время вдыхать кабацкую вонь, которую ты постоянно источаешь. До нас доносились вперемешку наглые твои ответы и икота, так что в конце концов мы обратились в бегство.
— Грималь П. Цицерон. М., 1991. С. 229.
Позже Цицерон пришёл к Пизону ещё раз, и последний посоветовал ему покинуть Рим, чтобы избежать обострения ситуации. Так Цицерон и поступил; с этого момента Луций Кальпурний был его заклятым врагом.
Во время консулата Пизон закрыл святилище Дианы на Целийском холме и принял меры против распространения египетских религиозных культов. В конце года он направился в свою провинцию, где находился до начала 55 года до н. э. В течение 57 года до н. э. неподалёку (в Фессалонике и Диррахии) находился изгнанник Цицерон, который по возвращении в Рим дал деятельности Луция в Македонии уничтожающую характеристику. Согласно его речам, проконсул притеснял провинциалов, взимая с них незаконные подати, забирая статуи и картины из храмов и общественных мест; тех, кто не хотел платить, Пизон подвергал аресту и даже казни; с фракийцев и дарданов он тоже потребовал деньги, а потом отдал Македонию им на разграбление, чтобы они смогли ему заплатить. Позже Луцию пришлось воевать с этими племенами, и его войско из-за нерадивости командующего было разбито, понеся при этом большие потери. В результате, по словам Цицерона, провинция была потеряна для Рима. Впрочем, какие-то военные успехи всё же имели место, поскольку солдаты провозгласили Пизона императором.
В 56 году до н. э. в сенате обсуждалась инициатива Публия Сервилия Исаврика об отзыве Пизона и Габиния из их провинций; Цицерон тогда произнёс большую речь в поддержку этого предложения, которая потом была издана под названием «О консульских провинциях». Речь эта представляла собой политический памфлет, наполненный острой критикой в адрес двух наместников. Консул Луций Марций Филипп обвинил оратора в пристрастности, но в Македонию всё-таки был направлен новый наместник — Квинт Анхарий.

### Цензура
В Рим Луций Кальпурний вернулся в августе или сентябре 55 года до н. э. Несмотря на обвинения Цицерона и жалобы, которые наверняка поступали из провинции, никто не стал привлекать бывшего наместника к суду. Но и Пизон не претендовал на триумф, хотя теоретически имел на него право после своего провозглашения императором; он ограничился жалобой сенату на враждебные действия Цицерона. Последний ответил на это речью, текст которой позже был опубликован и почти полностью сохранился. В ней Цицерон подверг резкой критике частную жизнь Пизона, изобразив своего оппонента как пьяницу, развратника и невежду, несущего на себе печать варварского происхождения. Чтобы напомнить слушателям и читателям о том, что Луций — внук галла, оратор регулярно называет его Цезонин Кальвенций.
В 54 году до н. э. Пизон выступал в суде во время процесса Марка Эмилия Скавра как свидетель защиты. В 50 году до н. э. он достиг вершины карьеры — должности цензора, причём, согласно Диону Кассию, произошло это вопреки его воле. Коллегой Луция стал патриций Аппий Клавдий Пульхр. Цицерон ничего не сообщает об этой цензуре, и учёные считают это аргументом в пользу того, что Пизон справился со своими обязанностями. Предположительно к этому времени Луций отошёл от союза с Цезарем, занимая скорее нейтральные позиции: известно, что одного из сторонников Гая Юлия, Гая Саллюстия Криспа, он исключил из сената, а другого, Гая Скрибония Куриона, отказался исключать, хотя на этом настаивал второй цензор. Когда Курион предложил распустить армии обоих противоборствующих военачальников, Цезаря и Помпея, Пизон поддержал эту инициативу.
Предложение Куриона так и не было принято. В январе 49 года до н. э. сенат решил потребовать от Цезаря роспуска армии к определённому сроку. Пизон вместе с претором Луцием Росцием Фабатом вызвался ехать в Цизальпийскую Галлию, чтобы известить Гая Юлия о случившемся, но ему не разрешили это сделать. Вскоре началась гражданская война.

### Поздние годы
Когда Цезарь двинул армию на Рим, Пизон покинул город и открыто заявил, что его зять совершает преступление; в связи с этим Цицерон выразил Луцию своё восхищение. Впрочем, к Помпею Пизон тоже не присоединился, а вместо этого заявил, что готов стать посредником в мирных переговорах. Когда Цезарь вернулся из первого испанского похода (осень 49 года до н. э.), Луций просил его заключить перемирие с Помпеем, но встретил противодействие со стороны Публия Сервилия Исаврика, и война продолжилась.
Следующее упоминание о Пизоне относится к 46 году до н. э. Тогда он находился в Риме и участвовал в заседаниях сената. Луций Кальпурний первым озвучил обращённую к Цезарю просьбу помиловать видного помпеянца Марка Клавдия Марцелла, которая была удовлетворена (правда, Марцелл погиб на пути в Рим). После убийства Цезаря Луций потребовал на заседании сената 17 марта 44 года до н. э. публичных похорон за государственный счёт и оглашения завещания умершего (этот документ, по одной из версий традиции, хранился у него). Это требование было выполнено, хотя некоторые сенаторы угрожали Пизону судебным преследованием за его инициативу. Пизон сам руководил погребением своего зятя.
В последующие месяцы Луций Кальпурний прикладывал энергичные усилия, чтобы уладить конфликт между двумя радикальными политическими группировками — цезарианцами во главе с Марком Антонием с одной стороны, убийцами Цезаря и поддержавшим их сенатским большинством с другой. 1 августа на очередном заседании сената он осудил Антония за его стремление к единовластию, заявив, что готов покинуть родину, чтобы не видеть торжества «тирана». Речь Пизона получила слабую поддержку, но оратор всё-таки «снискал большую славу», по словам Цицерона. 1 января 43 года до н. э. Луций, напротив, поддержал Антония. Последний пытался отобрать у одного из убийц Цезаря, Децима Юния Брута Альбина, Цизальпийскую Галлию, и сенатское большинство решило объявить Антония врагом (hostes). Пизон выступил против этой инициативы: в длинной речи он опроверг все доводы оппонентов и предложил сделать Антония наместником Косматой Галлии; благодаря ему объявление врагом не состоялось. Вскоре он отправился к Антонию в его лагерь под Мутиной в качестве посла (наряду с Сервием Сульпицием Руфом и Луцием Марцием Филиппом), чтобы договориться о мире. Эта миссия закончилась неудачей, так как Антоний не отказался от претензий на Цизальпийскую Галлию. Известно, что и после этого Луций Кальпурний надеялся на мирное урегулирование конфликта. В марте 43 года до н. э. он должен был отправиться к Антонию в составе второго посольства, но сенат в последний момент отменил эту миссию.
В дальнейшем Пизон уже не упоминается в источниках. Предположительно он умер в том же году, 43 до н. э.

## Интеллектуальные занятия
В изображении Цицерона Луций Кальпурний оказывается человеком необразованным подобно своим предкам-галлам. Но тот же автор отмечает, что Пизон был окружён философами-эпикурейцами. Немецкий антиковед Ф. Мюнцер в связи с этим констатирует, что Луций «не был чужд греческой образованности». Текст речи против Цицерона, произнесённой в 55 году до н. э., был позже издан. Марк Туллий писал брату, что «её никто и читать не будет, если я ничего не напишу в ответ, а мою речь против него все школьники будут заучивать как продиктованный урок», и оказался прав: текст пизоновой речи был быстро утрачен. Правда, существует предположение, что «Инвектива против Цицерона», которую приписывают Саллюстию, в действительности была написана Луцием Кальпурнием и является той самой речью 55 года до н. э.
Существует гипотеза, что именно Пизону Цезонину принадлежала знаменитая «Вилла папирусов» под Геркуланумом — роскошная загородная вилла, погребённая под слоем пепла во время извержения Везувия в 79 году н. э. и обнаруженная в XVIII веке, на территории которой была найдена большая библиотека. Впрочем, к этой гипотезе относятся скептически со времён Т. Моммзена.

## Семья и потомки
Тестем Пизона был некто Атилий или Рутилий Нуд. Дочь Луция, Кальпурния, стала в 59 году до н. э. третьей по счёту женой Гая Юлия Цезаря, детей от него не имела. У Луция был и сын, носивший то же имя, консул 15 года до н. э.

## Характеристика личности
Главным источником, рассказывающим о Луции Кальпурнии, являются произведения Марка Туллия Цицерона, который не скрывал свою враждебность по отношению к Пизону и был крайне пристрастен. В этих текстах звучат эпитеты «изверг», «могильщик государства», «консул-губитель», «самый неудачливый и самый мерзкий император», «дикий зверь»; Цицерон говорит о бесчестности, наглости, надменности, жестокости, упрямстве Луция, о его склонности к разврату.
Однажды Пизона разбранил Гай Валерий Катулл, см.: К Веранию и Фабуллу. Друзья поэта, Вераний и Фабулл, находились в свите Луция во время его македонского наместничества и, по-видимому, рассчитывали поживиться за счёт провинциалов, но обманулись в своих надеждах. Более удачливыми оказались другие приближённые проконсула, Порк и Сократион, см. К Порку и Сократиону. Катулл в связи с этим называет Пизона «мерзавцем», «позорищем Ромула и Рема», «гнусным Приапом».